# Sorbonne (Abidjan)
Pour les autres utilisations du mot Sorbonne, voir Sorbonne (homonymie).
La Sorbonne était un espace de discussion de rue dans le quartier de Plateau à Abidjan (Côte d'Ivoire). Ce « forum » était fréquenté par les partisans de l'ancien président Laurent Gbagbo.
La Sorbonne était aussi un marché informel (piratage, etc.) et un lieu de prostitution.

## Origine
Des regroupements plus ou moins important aurait commencé à apparaître dans les années 1980. À l'origine fréquenté par des prédicateurs religieux, le forum se politise dans les années 1995 avec l'autorisation du multipartisme. C'est à cette période que le nom de « Sorbonne », emprunté à l'université parisienne éponyme, apparaît.

## Tentative de fermeture et destruction
A la fin des années 2000, le lieu est tenu par les partisans du président Laurent Gbagbo, à commencer par les Jeunes Patriotes, qui diffusent une propagande anti-française.
En 2008, le conseil municipal de Plateau annonce vouloir fermer la Sorbonne « pour nuisance ». Cette décision est reportée jusqu'aux élections présidentielles, sur la recommandation du ministre de l'intérieur Désiré Tagro.
Le 24 mai 2010, la Sorbonne est le théâtre d'affrontements entre les forces de polices et les « Jeunes patriotes », soutien à Laurent Gbagbo. La police doit faire retraite. Selon Clément Nadaud - « président de la Sorbonne » – cette intervention de la police était un moyen utilisé par le maire du quartier d'affaiblir le président Laurent Gbagbo. 
En juin 2010, le maire du quartier, Akossi Benjo (membre du Parti démocratique de Côte d'Ivoire), de Plateau annonce son intention de fermer le forum.
Le forum est détruit en avril 2011.

## Sources